# Отець Сергій (фільм, 1978)
«Отець Сергій» (рос. «Отец Сергий») — радянський художній фільм 1978 року, драма режисера  Ігоря Таланкін. Екранізація  однойменної повісті Льва Толстого.

## Сюжет
Головний герой фільму князь Степан Касатський, офіцер, палкий, гордий юнак — великий шанувальник царя. Касатський збирається одружитися, але в останній момент дізнається від нареченої, що вона була коханкою імператора. Князь глибоко розчарований у світському житті, він приймає чернечу обітницю і залишає столицю. Віра в Бога повинна була врятувати душу, але пристрасті і мирські спокуси не покидають Касатського. Отець Сергій (це ім'я прийняв Касатський) веде самотній спосіб життя, суворо дотримуючись статуту і угамовуючи плоть. Вирішивши, що і цього недостатньо — він видаляється з монастиря, стає відлюдником і живе в печері. Чутки про колишнього красеня-офіцера, який прийняв постриг, доходять до компанії, яка відпочивала неподалік від печери ченця. Красива розпусна жінка намагається спокусити його, і отець Сергій змушений відрубати собі палець, щоб не піддатися її чарам. Проходить ще час, і йому все ж не вдається уникнути гріха. Недоумкувата дочка місцевого купця, яку привели до самітника для лікування молитвою, спокушає ченця. Отець Сергій йде з келії, бере торбинку і відправляється бродяжити і просити милостиню.

## У ролях
- Сергій Бондарчук —  Степан Касатський / Отець Сергій
- Валентина Титова —  Мері Короткова
- Владислав Стржельчик —  Микола I
- Микола Гриценко —  генерал Коротков, чоловік Мері
- Борис Іванов —  ігумен
- Іван Лапиков —  старий на поромі
- Іван Соловйов —  преосвященний Никодим
- Людмила Максакова —  Маковкіна Дар'я
- Георгій Бурков —  купець
- Ольга Анохіна —  дочка купця, Марія
- Алла Демидова —  Пашенька
- Дмитро Стрельцов —  кадет Степан Касатський
- Олексій Проскуряков —  маленький Стівенька
- Олександр Левченко —  маленька Пашенька
- Ірина Скобцева —  дама на балу
- Олександр Дік —  маркіз
- Олександр Белявський —  пан на поромі
- Катерина Бистрова —  дочка Мері
- Микола Горлов —  отець Никодим
- Вацлав Дворжецький —  директор кадетського корпусу
- Едуард Ізотов —  адвокат на Масниці
- Валентин Кулик —  поміщик
- Олександр Лебедєв —  монах
- Володимир Мащенко —  капітан Шварц
- Юрій Назаров —  мужик на поромі
- Андрій Смоляков —  послушник Альоша
- Аркадій Трусов —  священик

## Знімальна група
- Режисер — Ігор Таланкін
- Сценарист — Ігор Таланкін
- Оператори — Георгій Рерберг, Анатолій Ніколаєв
- Композитор — Альфред Шнітке
- Художники — Віктор Петров, Юрій Фоменко